# Николаевка (Борзнянский район)
Никола́евка (укр. Миколаївка) — село, расположенное на территории Борзнянского района Черниговской области (Украина) на берегу реки Борзенка. Расположено в 12 км на юго-восток от райцентра Борзны. Население — 786 чел. (на 2006 г.). Адрес совета: 16432, Черниговская обл., Борзнянский р-он, село Николаевка, ул. Хмельницького,36